# Municipio Sabanilla
Koordinaten: 17° 17′ N, 92° 33′ W
Sabanilla ist ein Municipio im mexikanischen Bundesstaat Chiapas. Das Municipio hat etwa 25.000 Einwohner und eine Fläche von 250,8 km². Verwaltungssitz und größter Ort des Municipios ist das gleichnamige Sabanilla.
Der Name kommt aus dem Tzeltal und bedeutet „schneller Bach“.

## Geographie
Das Municipio Sabanilla liegt im Norden des mexikanischen Bundesstaats Chiapas auf Höhen unter 1900 m. Es zählt zur Gänze zur physiographischen Provinz der Sierra Madre de Chiapas und liegt vollständig in der hydrologischen Region Grijalva-Usumacinta. Die Geologie des Municipios wird zu 52 % von Kalkstein bestimmt bei 45 % Sandstein-Lutit; vorherrschende Bodentypen sind Luvisol (60 %) und Leptosol (34 %). Etwa 59 % der Gemeindefläche sind bewaldet, 23 % dienen dem Ackerbau, 18 % werden als Weideland genutzt.
Das Municipio Sabanilla grenzt an die Municipios Tila, Simojovel und Huitiupán sowie an den Bundesstaat Tabasco.

## Bevölkerung
Beim Zensus 2010 wurden im Municipio 25.187 Menschen in 5.159 Wohneinheiten gezählt. Davon wurden 18.043 Personen als Sprecher einer indigenen Sprache registriert, darunter 15.144 Sprecher des Chol und 1.865 Sprecher des Tzotzil. Gut 24 Prozent der Bevölkerung waren Analphabeten. 6.849 Einwohner wurden als Erwerbspersonen registriert, wovon über 93 % Männer bzw. 1,5 % arbeitslos waren. Gut 66 % der Bevölkerung lebten in extremer Armut.

## Orte
Das Municipio Sabanilla umfasst 70 bewohnte localidades, von denen nur der Hauptort vom INEGI als urban klassifiziert ist. Acht Orte hatten zumindest 1000 Einwohner, 33 Orte weniger als 100 Einwohner. Die größten Orte sind:
| Ort             | Einwohner |
| Sabanilla       | 3052      |
| Los Naranjos    | 2348      |
| Moyos           | 1945      |
| El Calvario     | 1262      |
| Buenavista      | 1229      |
| Majastic        | 1221      |
| El Paraíso      | 1081      |
| Cristóbal Colón | 1000      |